# Конкордія (Кіажна)
«Конкордія» Кіажна (рум. Club Sportiv Concordia Chiajna) — професіональний румунський футбольний клуб із села Кіажна (комуна Кіажна, жудець Ілфов). Заснований у 1957 році.
Домашні матчі проводить на стадіоні «Конкордія», який вміщує, за різними даними, від 3700 до 5000 глядачів.
Виступає в Лізі I чемпіонату Румунії.

## Історія
Протягом 1957—1987 років ФК «Конкордія» виступав в аматорських лігах Румунії. З 1988 року клуб грав у Лізі С чемпіонату Румунії. У 2007 році «Конкордія» вийшла до другої ліги. За кілька сезонів клуб пробився до Ліги I, де грає нині.